# Карачаево-черкезка автономна област
Карачаево-черкезката автономна област (на руски: Карачаево-Черкесская автономная область) е автономна област на Съветския съюз, създадена на 12 януари 1922 г. На 2 ноември 1943 г. карачаевци са обявени за съюзници на немците и са депортирани в Средна Азия, а територията ѝ преминава към Грузия. С решение на ХХ конгрес на КПСС от 9 януари 1957 г. карачаевци са реабилитирани и областта е създадена отново. През юли 1991 г. влиза в състава на Русия.